# Hyphydrus congoanus
Hyphydrus congoanus är en skalbaggsart som beskrevs av Olof Biström 1982. Hyphydrus congoanus ingår i släktet Hyphydrus och familjen dykare. Inga underarter finns listade i Catalogue of Life.